# 林家きく麿
林家 きく麿（はやしや きくまろ、1972年7月16日 - ）は、落語家。落語協会所属。福岡県北九州市八幡東区出身。本名：高田 大輔。

## 経歴
福岡県立東筑高等学校卒業。
1996年（平成8年）11月、初代林家木久蔵（現：林家木久扇）に入門。前座名 十八。翌年3月、楽屋入り。
2000年（平成12年）5月、入船亭扇里と共に二ツ目昇進。林家きく麿に改名。2009年（平成21年）11月、NHK新人演芸大賞落語部門で予選通過し本戦出場、演目は『陳宝軒』。2010年（平成22年）9月、入船亭扇里、三遊亭鬼丸、三代目蜃気楼龍玉、五代目柳家小せんと共に真打昇進。
2010年、北九州市民文化奨励賞を受賞。2011年、北九州市文化大使。

## 芸歴
- 1996年11月 - 初代林家木久蔵に入門、前座名「十八」。
- 1997年3月 - 楽屋入り。
- 2000年5月 - 二ツ目昇進、「きく麿」と改名。
- 2010年9月 - 真打昇進。

## 人物
瀧川鯉八に顔が似ている。きく麿の真打ち昇進パーティーで鯉八が受付をしていた際、親戚が間違って鯉八に「あんた、早く着物に着替えなさいよ」と声をかけた。その鯉八と交流を持ってからは年に数回二人会を行っている。
小学生時代に、子供会の廃品回収で早乙女愛のヌード写真集を入手。写真集は秘密の場所で大事に保管していた。後日、友人数名と秘密の場所へ向かっていると、前から「早乙女愛 写真集」を脇に抱えた工事のおじさんとすれ違った。心が軽く折れる。
前回の反省もあり、新たに入手した大人の雑誌を別の秘密の場所に隠す。後日友達とその場所に行ったところ、野生の猿と遭遇。即座に小学校の修学旅行で習った高崎山での猿の対処法「目を会わせるな」「ポケットに手を入れるな」を実行し難を逃れる。本人いわく「なかなかのサイズの猿に焦ったが何とか対処できた。本命の大人の本ですが、残念な事になっていた。」とのコメントを残す。
中学3年生の文化祭では、クラスの出し物『竹取物語』で主人公・かぐや姫を自薦で演じる。

## 弟子

### 前座
- 林家十八

## 演目

### 新作

#### 自作
- あるあるデイホーム
- おやつ兄弟
- おもち
- 記憶喪失
- 喫茶カリン
- 時代劇少年 〜よよよい〜
- 歯ンデレラ
- スナックヒヤシンス(無印〜6)
- だし昆布
- ダレダレ・ダイエット1
- ダレダレ・ダイエット2
- 陳宝軒
- 撤去します
- 特別エスパー浪漫組
- 首領が行く!1
- 首領が行く!2
- 殴ったあと
- 何が面白いの?
- 2コ上の先輩
- 寝かしつけ
- パンチラ倶楽部
- ベタ刑事
- ブラジル産
- 暴そば族
- ポップコーン
- 桃のパフェ
- 優しい味
- ロボット長短
- 守護霊
- ねぇ…あなた
- おかま無筆
- 血圧
- 今夜も寝れナイト!
- 漫才やりたい
- つきいち
- なんでもいい
- 死にますよ
- 童謡作り
- お引っ越し
- ちぐはぐ
- パッション☆ネーブル

#### 他作
- 任侠流山動物園・第四話「雨のベルサイユ」(三遊亭白鳥作)
- 湯屋挑み

### 古典
- 厩火事
- 芝浜
- 転宅
- 試し酒

## 出演番組

### 過去出演していた番組
- 笑点 （日本テレビ 日曜17:30 - 18:00）アシスタント

## 著書・CD・DVD

### 著書
- 『林家木久扇一門本 〜天下御免のお弟子たち〜』 木久扇と弟子たち（著） （2022年1月、秀和システム） ISBN 978-4798066066

### CD
- 『新世紀落語大全CD 林家きく麿』（2018年2月、クエスト、SPCD-9701）「ベタ刑事」「だし昆布」「殴ったあと」を収録

### DVD
- 『林家きく麿２』（2016年6月、クエスト，SPD-9711）「特別エスパー浪漫組」「撤去します」「ダレダレ・ダイエット」「スナック・ヒヤシンス」収録

### DVD＋CD
- 『新世紀落語大全 林家きく麿』（2014年9月、クエスト、SPD-9706）  DVD「暴そば族」「ロボット長短」「死にますよ」収録　CD「パンチラ倶楽部」「陳宝軒」「首領が行く!」収録